# Хайнрих Хайне
Кристиан Йохан Хайнрих Хайне (на немски: Christian Johann Heinrich Heine), роден като Хари Хайне (Harry Heine) е сред най-значимите немски поети на XIX век. Освен поезия създава и много публицистични и сатирични творби.

## Живот
Хайне е роден в адаптирало се еврейско семейство в Дюселдорф, Германия. Самият Хайне дава противоречиви сведения за рождената си дата, на места пише, че е роден в новогодишната нощ на 1800 г., на други места споменава 1797 като година на раждане. Приема се, че е роден на 13 декември 1797 г. Баща му е обеднял търговец на платове.
Още като ученик Хайне започва да пише стихове. През 1816 г. Хайне е изпратен в Хамбург, където неговият богат чичо банкерът Саломон Хайне го насърчава да започне също търговия с платове. Това начинание се проваля, Heine & Co обявява фалит, а младият Хайне безутешно се влюбва в дъщерята на чичо си. По онова време публикува стихове под псевдонима Sy. Freudhold Riesenharf. Обстановката в дома на чичо му се обтяга.
Х. Хайне решава да учи право в университетите в Гьотинген, Бон и Хумболтовия университет в Берлин. Бързо установява, че литературата му е по-близо до сърцето от правото.

## Творчество
През декември 1821 г. Хайне публикува в Берлин първата си книга „Стихове“. През 1824 г. излиза стихосбирката с 33 стихотворения, сред които е и най-известното му стихотворение „Лорелай“  (1823). През същата година прекосява пеш планината Харц и във Ваймар посещава Йохан Волфганг фон Гьоте, когото високо цени. На въпроса на застаряващия Олимпиец: „Какво пишете?“ Хайне отвръща „Един нов Фауст“ – това слага край на отношенията им.
През 1825 г. Хайне завършва успешно следването си и получава докторска титла по право. По същото време решава да приеме протестантството, за да си осигури гражданско поприще. Това е необходимо поради съществуващите ограничения за евреите. В много случаи им е забранено да се занимават с определени професии, сред които преподаването в университет, което е голямата амбиция на Хайне. Както сам казва за свое оправдание, покръстването му е било „билетът за приемане в европейската култура“.
Тогава Хайне публикува своята „Книга на песните“ (1827), която му донася огромна популярност, но малко пари. Поетът тръгва да странства из Германия, в Мюнхен напразно се опитва да получи място в университета. Неспокойният дух на вече болния (от сифилис) поет го отвежда в Лондон и Италия, а през май 1831 г. вече е в Париж. Там се сближава с ‎Пиер Беранже, Жорж Санд, Виктор Юго, Балзак и др. и започва да публикува остросатирични политически стихотворения и статии срещу деспотизма в родината му. През 1835 г. пруският парламент забранява творчеството му и – изправен пред материални затруднения – Хайне приема отпуснатата му от френското правителство „Почетна пенсия за германски политически емигранти“.
Докато е в Париж, поетът написва голямата си теоретическа книга „Романтическата школа“ (1836) – визирайки със заглавието ѝ Романтизма на възникналата през първата четвърт на века Хайделбергска школа. Повлиян от приятелството си с Карл Маркс, създава стихотворния епос „Германия. Зимна приказка“ (1844). Последното десетилетие от живота си Хайне прекарва на легло, полусляп, разяждан от напредващата болест.
Погребан е на парижкия хълм Монмартър, където и до днес гробът му е обсипван с цветя и оскверняван от неофашистки надписи.

## Влияние
В младежката си поезия, на която главно дължи литературната си слава, Хайне възпява любовта, русалките, старинните германски замъци, славеите и залезите над Рейн. Сред полуискрената-полутеатрална „мирова скръб“, която вее от стиховете му, звучи лекият и прост напев на народната песен, често пречупван от неочаквана иронична поанта.
В годините на националсоциализма Хайне е забранен в Германия, всички негови паметници са разрушени, а „Лорелай“ е обявена за творба на безименен автор. Сред книгите, които нацистите публично изгарят през 1933 г. на Опернплац в Берлин, са и произведенията на Хайне, сякаш за да се потвърди пророчеството, заключено в известна негова мисъл: „Там, където горят книги, по-късно ще горят и хора.“

## Признание
Още в 1911 г. Пенчо Славейков изрича за Хайне: „Тоя поет, тъй омразен на мнозина, е създал неща, които ще живеят и дотогава, когато от Немско и немци може би не ще има и помен дори.“
По стихове на Хайне са писали музика много композитори, сред които Шуберт и Шуман. В чест на поета са учредени 2 литературни награди „Хайнрих Хайне“ – през 1956 г. от Министерството на културата на ГДР и през 1972 г. от родния му град Дюселдорф.
Ах, ти си като цвете,

Тъй чиста, нежна, жива;

Поглеждам те и скръбно

Сърцето ми се свива.

С молитва бих докоснал

Главицата лъчиста,

Бог нека те запази

Тъй жива, нежна, чиста.

1823 